# Porovaaranjärvet
Porovaaranjärvet är varandra näraliggande sjöar i Gällivare kommun i Lappland som ingår i Kalixälvens huvudavrinningsområde.
- Porovaaranjärvet (Gällivare socken, Lappland, 749243-175386), sjö i Gällivare kommun, 67°25′03″N 21°44′02″Ö / 67.4175°N 21.7338°Ö
- Porovaaranjärvet (Gällivare socken, Lappland, 749265-175460), sjö i Gällivare kommun, 67°25′08″N 21°45′05″Ö / 67.4189°N 21.7514°Ö